# Lepidogyra alba
Lepidogyra alba är en ringmaskart som beskrevs av Hartman 1967. Lepidogyra alba ingår i släktet Lepidogyra och familjen Polynoidae. Inga underarter finns listade i Catalogue of Life.